# Georgien i Eurovision Song Contest 2010
Georgien deltog i Eurovision Song Contest 2010, efter ett års frånvaro. Den georgiska sändaren SSM (Sakartvelos sazogadoebrivi mauts'q'ebeli) valde artisten internt, vilket blev Sofia Nizjaradze. Den 27 februari hölls en nationell låtuttagning, då Nizjaradze framförde sex låtar. Slutligen stod låten "Shine" som vinnare efter att tele- och juryrösterna räknats. Låten var skriven av bland andra svensken Harry Sommerdahl och italienaren Christian Leuzzi.

## Uttagning

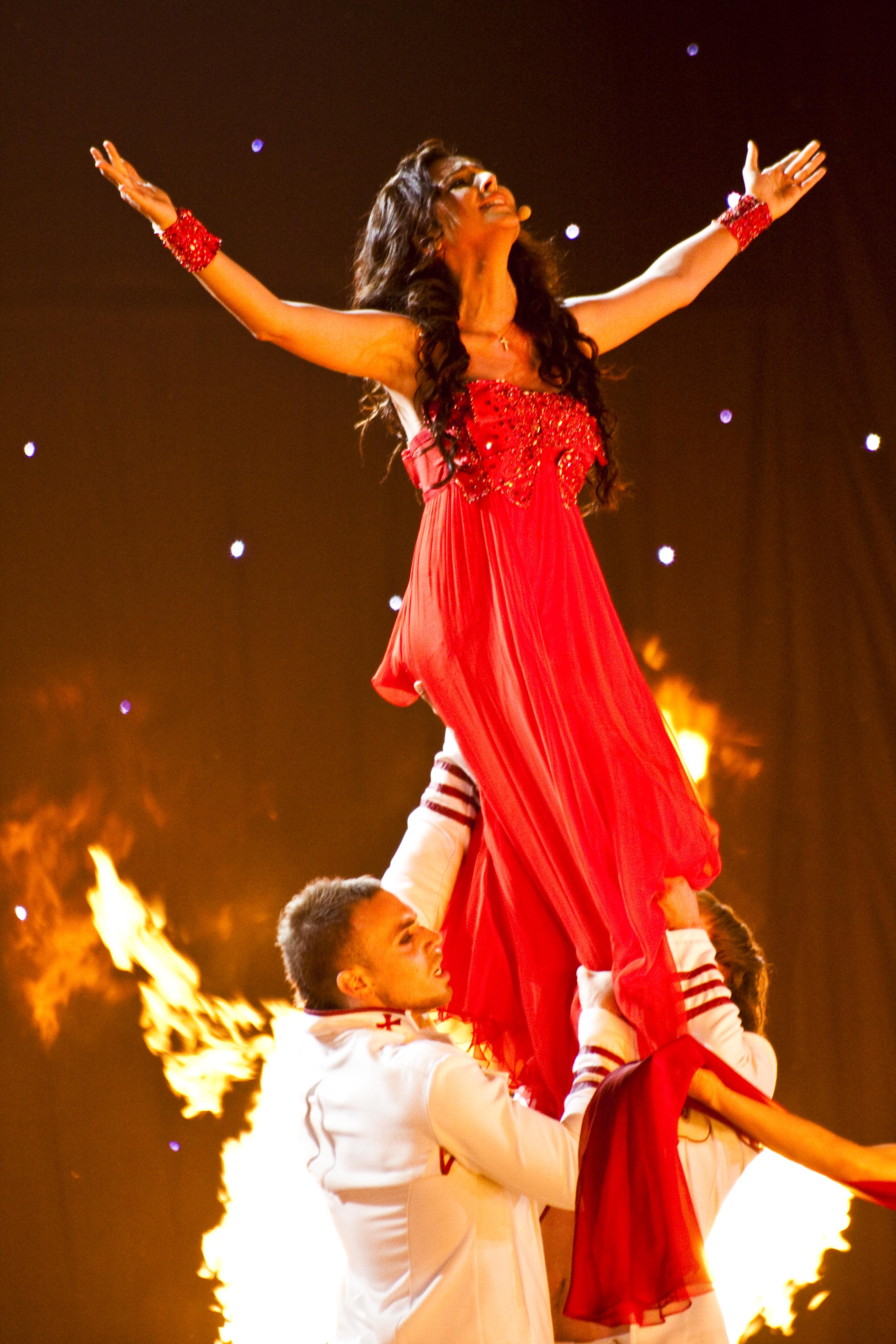
2010 års georgiska representant Sofia Nizjaradze vid Eurovision Song Contest 2010 i Oslo

Den 16 januari meddelade SSM att man valt Sofia Nizjaradze som representant för Georgien i Eurovision Song Contest 2010. Efter valet av artist startades en uttagning av låtar, då 5 låtar skulle väljas till en nationell final.
Den 9 februari 2010 annonserade SSM att man valt de sex låtar som kom att tävla om att få representera Georgien i tävlingen. Några av de kända kompositörerna som fanns med inkluderade: Tinatin Dzjapardize, co-writer till Islands bidrag i 2009 års Eurovision; Svika Prick, co-writer till Israels bidrag i 1998 års Eurovision; och Hanne Sørvaag, textförfattare till Tysklands bidrag i 2008 års Eurovision, samt till Norges bidrag till Eurovision Song Contest 2010.
Den 27 februari hölls låtuttagningen i Tbilisis evenemangshall. Låten "Shine", skriven av Harry Sommerdahl, Hanne Sørvaag och Christian Leuzzi stod slutligen som vinnare av de sex framförda låtarna.

### Resultat i den nationella finalen
*Samtliga bidrag framfördes av Sofia Nizjaradze.
| Nr | Låt             | Översättning   | Text (t)/Musik (m)                                                        |
| -- | --------------- | -------------- | ------------------------------------------------------------------------- |
| 1  | "Our World"     | Vår värld      | Micheil Mdinaradze (t & m)                                                |
| 2  | "Sing My Song"  | Sjung min sång | Svika Pick (t & m)                                                        |
| 3  | "Never Give In" | Aldrig ge upp  | Tinatin Dzjaparidze (t & m), Ben Robbins (t & m), Billy Livsey (t & m)    |
| 4  | "For Eternity"  | För evigheten  | Carlos Coelho (t & m), Andrej Babić (t & m)                               |
| 5  | "Call Me"       | Ring mig       | Brandon Stone (t & m)                                                     |
| 6  | "Shine"         | Stråla         | Hanne Sørvaag (t & m), Harry Sommerdahl (t & m), Christian Leuzzi (t & m) |

## Eurovision Song Contest 2010

### Inför Eurovision
Inför Eurovision Song Contest var Nizjaradze gäst vid den azerbajdzjanska nationella finalen den 2 mars, där hon framförde sitt bidrag "Shine". Nizjaradze uppträdde även vid Ukrainas nationella uttagning med sin låt "Shine". Inför tävlingen åkte man även ut på en promo-turné, där man besökte bland annat Grekland och Turkiet.

### Vid Eurovision
Vid Eurovision tävlade Georgien i den andra semifinalen, den 27 maj 2010. Där fick man 106 poäng, däribland två tolvor (högsta poäng) från Armenien respektive Litauen. Detta räckte till en 3:e plats, bland de 10 som går till final, och därmed kvalificerade man sig till finalen den 29 maj 2010. I finalen fick Georgien 136 poäng, vilket räckte till en 9:e plats. Detta innebar Georgiens bästa resultat någonsin, då det tidigare bästa resultatet var Diana Ghurtskaias 11:e plats från Eurovision Song Contest 2008.

### Fotnoter
1. ↑  http://www.eurovision-georgia.ge/ReadMore.aspx?Location=127&LanguageID=2
2. ↑  ”Arkiverade kopian”. Arkiverad från originalet den 2 mars 2010. https://web.archive.org/web/20100302131854/http://www.esctoday.com/news/read/15233. Läst 27 februari 2010.
3. ↑  http://www.eurovision.tv/page/news?id=9613&_t=Sofia+Nizharadze+to+sing+%22Shine%22+in+Oslo!
4. ↑  ”Arkiverade kopian”. Arkiverad från originalet den 18 januari 2010. https://web.archive.org/web/20100118224657/http://www.esctoday.com/news/read/14847. Läst 16 januari 2010.
5. ↑  ”Arkiverade kopian”. Arkiverad från originalet den 18 januari 2010. https://web.archive.org/web/20100118224747/http://www.esctoday.com/news/read/14857. Läst 17 januari 2010.
6. ↑  ”Arkiverade kopian”. Arkiverad från originalet den 12 februari 2010. https://web.archive.org/web/20100212105412/http://www.esctoday.com/news/read/15058. Läst 9 februari 2010.
7. ↑  http://www.eurovision-georgia.ge/ReadMore.aspx?Location=195&LanguageID=2
8. ↑  http://www.eurovision-georgia.ge/ReadMore.aspx?Location=223&LanguageID=2
9. ↑  http://www.eurovision-georgia.ge/ReadMore.aspx?Location=339&LanguageID=2
10. ↑  http://www.eurovision-georgia.ge/ReadMore.aspx?Location=338&LanguageID=2
11. ↑  ”Arkiverade kopian”. Arkiverad från originalet den 5 juni 2012. https://web.archive.org/web/20120605020826/http://www.eurovision.tv/page/history/by-year/contest?event=1513. Läst 22 juni 2012.
12. ↑  http://www.eurovision.tv/page/history/by-year/contest?event=1493